# عربستان
إقليم عربستان أو إقليم أرض العرب أو إقليم الأهواز أو الأحواز (خوزستان كما تسميه السلطات الإيرانية منذ عام 1936م في إطار خطة التفريس للإقليم العربي) حسب الفترات التاريخية. يقع إقليم عربستان في أقصى شمال الخليج العربي ما بين البصرة غربًا وسلسلة جبال كردستان شرقًا ويحده من الجنوب الخليج العربي وشمالًا سلسلة جبال لورستان يضم الإقليم عدة مدن أهمها الأهواز والمحمرة والفلاحية وقنطرة القلعة (دزفول حاليا) وتستر ورامز وعبادان وباب هاني (بهبهان حاليا). ينتج الإقليم 70% من نفط إيران المصدّر.

## التاريخ

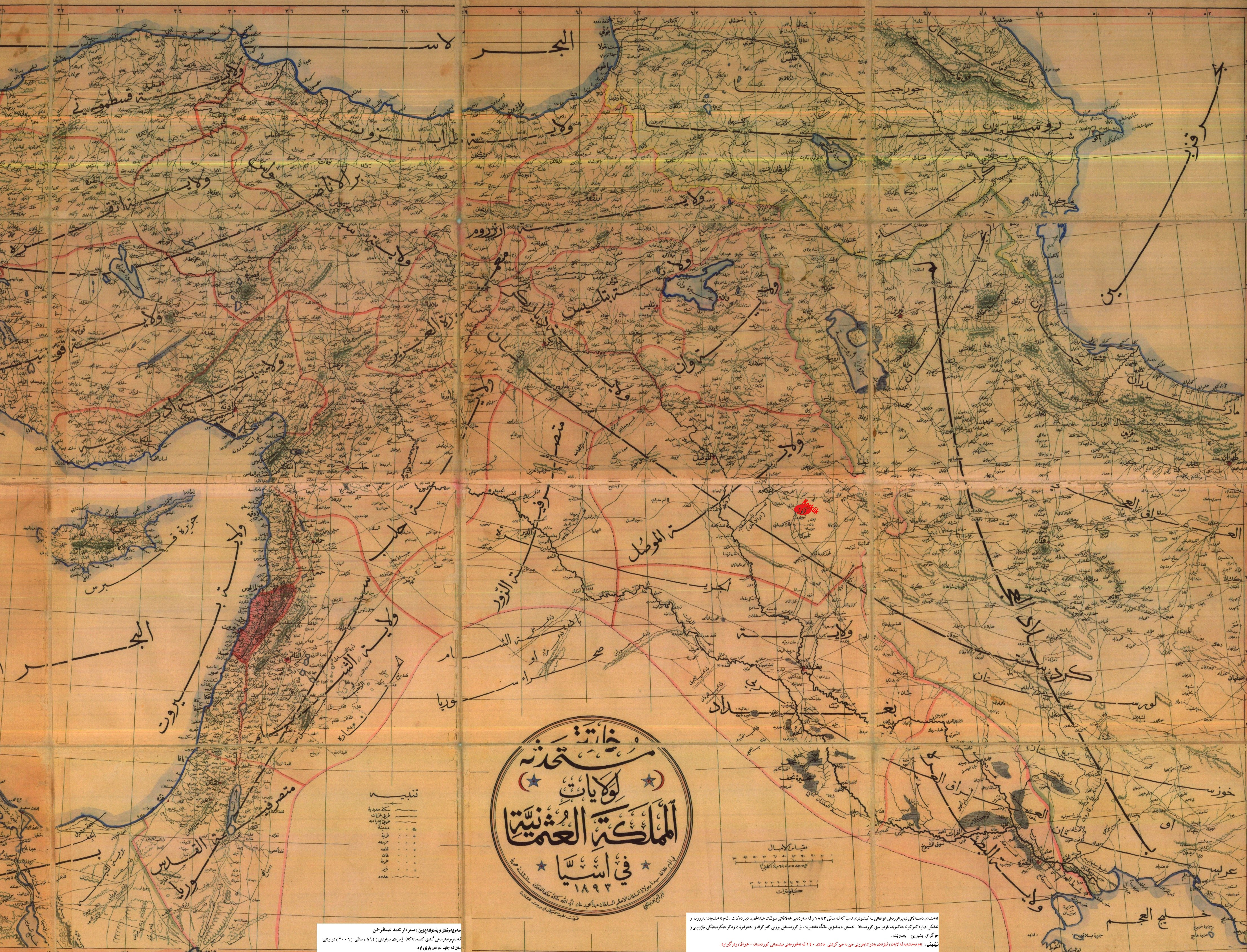
خارطة عثمانية تظهر إقليم الأحواز تحت اسم "عربستان أو خوزستان"

خارطة عربية تظهر إقليم عربستان ممتدًا حتى مضيق هرمز

منذ انتصار المسلمين على الإمبراطورية الساسانية الفارسية في معركة القادسية وإقليم الأحواز تحت حكم الخلافة الإسلامية ويتبع لولاية البصرة إلى أيام الغزو المغولي ومن بعد نشأة الدولة المشعشعية العربية اعترفت بها الدولة الصفوية والخلافة العثمانية كدولة مستقلة إلى أن نشأت الدولة الكعبية (1724-1925م) وحافظت على استقلالها حتى سقوطها على يد الشاه بهلوي. ففي عام 1920م اتفقت بريطانيا مع الدولة البهلوية على إقصاء أَمير الأحواز (عربستان) وضم الإقليم إلى الدولة البهلوية بعد اعتقال الأمير خزعل الكعبي وبعدها أصبحت الأحواز محل نزاع إقليمي بين العراق والدولة البهلوية وأدى اكتشاف النفط في الأحواز وبالأخص في مدينة عبادان الواقعة على الخليج العربي مطلع القرن العشرين إلى تكالب القوى المتعددة للسيطرة عليها.
وذكر الجغرافي ابن حوقل إقليم خوزستان في كتابه «صورة الأرض» وذكره أيضًا ياقوت الحموي في معجم البلدان. وزاره الرحالة شمس الدين المقدسي وذكر إقليم خوزستان كأحد أقاليم الدولة الإسلامية في القرن الثالث هجري وقال عنه أنه كان يسمى في ما مضى بالأهواز وأن الأقليم مقسم إلى سبع كور هي السوس وجندياسابور وتستر وعسكرمكرم والأهواز ثم رامهرمز ثم الفلاحية.
فتحت الأهواز (الأحواز) على يد أبي موسى الأشعري في عهد الخليفة الراشد عمر بن الخطاب، وأول من ولي عليها حرقوص بن زهير السعدي، وقد ذكره الطبري فقال:

### السلطنة المشعشعية
قامت في «عربستان» (خوزستان حاليا) السلطنة المشعشعية ما بين أعوام 1436م – 1724م وأول سلاطينها هو محمد بن فلاح بن هبة الله الذي اتخذ الحويزة عاصمة له. لقد انتهى حكم السلطنة المشعشعية سنة 1724م، حين قامت الإمارة الكعبية واعترفت بها الدولتان الصفوية والعثمانية واستطاعت مد نفوذها على نواحي عربستان (أراضي السلطنة) كلها.

### إمارة بني كعب
كان أول أمراء الدولة الكعبية هو الشيخ علي بن ناصر بن محمد، وهو من فخذ «البوناصر» ـ أي بنو ناصر ـ وتولى الحكم في عام 1690م ويعتبر هذا زعامة بني كعب الشيخ سلمان بن سلطان البوناصر، وإستفاد الشيخ سلمان بن ناصر من الفوضى التي عمت إيران بعد وفاة حاكمها نادر شاه فبدأ بتوسيع نفوذ إمارته إلى الشمال والشرق. وبين عامي 1897 و1925 حكمها الشيخ خزعل الكعبي الذي غيّر اسمها إلى الناصرية، وكان آخر حكامها.

### الدولة الصفوية
خلال عصر الدولة الصفوية كانت منطقة خوزستان منطقة عربية وتبعًا لذلك فقد عرف الإقليم باسم عربستان أي بلاد العرب، واستمر هذا الاسم حتى عشرينيات القرن العشرين حينما أبدل الاسم إلى خوزستان في عصر الدولة البهلوية.

### الدولة القاجارية
في بداية القرن العشرين كانت عربستان إحدى ولايات الدولة القاجارية وانقسمت الولاية إلى منطقتين هما عربستان الشمالية وتشمل مدن قنطرة القلعة (دزفول حاليا) وشوشتر ورامهرمز، ومنطقة عربستان الجنوبية والتي تشمل مدن الأحواز والفلاحية والحويزة وهنديجان".
ويحكم عربستان الشمالية حاكم إيراني باستثناء منطقة رامهرمز التي يحكمها حكّام بختياريون، فيما يحكم منطقة عربستان الجنوبية شيخ المحمرة، والحاكم الإيراني لعربستان الشمالية هو الحاكم الاسمي لعربستان ويلتزم باقي الحكام بدفع مبلغ نقدي كل عام لخزينة الدولة القاجارية".

### الدولة البهلوية
حينما تولى الشاه رضا بهلوي الحكم في إيران أعاد الاسم القديم «خوزستان» إلى المقاطعة التي كانت تسمى «عربستان» في العصرين الصفوي والقاجاري، في محاولة لفصل إيران عن أي مرجعية عربية.

## تاريخ الاحتلال الإيراني
دخل الجيش الإيراني مدينة المحمرة بتاريخ 1925 لإسقاطها وإسقاط آخر حکام الدولة الكعبية وهو خزعل جابر الکعبي وکان قائد القوات الإيرانية آنذاك رضا خان. ويعد السبب الأقوى لاحتلال إيران لهذه المنطقة إلى كونها غنية بالموارد الطبيعية من النفط والغاز ويوجد فيها الأراضي الزراعية الخصبة حيث يصب فيها أحد أكبر أنهار المنطقة وهو نهر كارون الذي يسقي السهول الزراعية الخصبة فمنطقة الأحواز هي المنتج الرئيسي لمحاصيل مثل السكر والذرة في إيران وتساهم الموارد المتواجدة في هذه المنطقة (الأحواز) بحوالي نصف الناتج القومي الصافي لإيران وأكثر من 80% من قيمة الصادرات في إيران وللمفارقة العجيبة فالأحواز من أغنى المناطق على وجه الأرض بالثروات الطبيعية الهائلة.

## ثورة الأحواز الأولى
بعـد أن رأى النظام الإيراني المقاومة العربية الأحوازية العتيدة قرر في سنة 1928م أن يجرِّد الشعب الأحوازي عن السلاح ويبدل الزي العربي بالفارسي فتقدمت طهران بمطالب إلى القبائل العربية بنزع السلاح بصورة كاملة وطالب النظام رؤساء العشائر العربية برفع يدهم عن كافة عن ممتلكاتهم وأراضيهم فجاءت ثورة الحويزة رداً على هذه الاجراءات علمًا أن مدينة الحويزة إحدى مدن الأحواز وتبعد عن مدينة المحمرة قرابة 90 كيلومتر. وفي الحويزة كان قائد الثورة الشيخ محيي الدين الزئبق الشريفي وتعاونت معه عشائر متعددة وتم تشكيل حكومة في الحويزة استمرت ستة أشهر وأعلنت الانفصال عن الاحتلال الإيراني وظلت تمارس حكمها بصورة مستقلة وعلى الرغم من القسوة التي مارسها الاحتلال الإيراني إلا أن الشعب الأحوازي لم يخضع للاحتلال فتعاونت إيران مع بريطانيا في مراقبة نشاط القبائل العربية وجندت المخابرات البريطانية نفسها لصالح الحكومة البهلوية وبعد مضي الستة أشهر أخمدت الثورة بالدماء واعتقل عدد كبير من الثوار وتم إعدام بعضهم والاستيلاء على جميع الأملاك العربية وزاد التنكيل والاضطهاد والقي القبض على محيي الدين الزئبق قائد الثورة الأحوازية العربية وسجن في بيت خاص إلى أن توفي وبعد نهاية ثورة الحويزة استمرت السلطات الإيرانية في التنكيل وزج الأحرار في السجون وابعد الكثير من العرب إلى شمال إيران وتم إحلال الفرس المستوطنين في أراضي العرب كما أن بعض الأحوازيين نزح إلى العراق والكويت ودول خليجية أخرى وما زال هذا القمع مستمر حتى اليوم.

## السياسة الإيرانية في عربستان
منذ سيطرة إيران على عربستان عام 1925، اتبعت السلطة سياسات تمييزية ضد العرب في التوظيف وفي الثقافة، فمنعتهم من تعلم اللغة العربية ومن استعمالها في المناسبات، وكانت أول هذة السياسات كانت سياسة تحریف الأسماء العربية للمدن والمناطق الإقليم إلى أسماء فارسیة مستحدثة، بهدف طمس الهوية العربية للإقليم، فأتى في التقرير السري العسكري البريطاني عن شرکة النفط الأنجلو - إيرانية من حقول النفط في جنوب إيران لعام 1940 م:
لقد غيّرت الدولة الإيرانية أسماء المناطق التالية في عربستان حديثًا:
- محمَّرة إلى (خرمشهر).
- مال أمير إلي (ايذه).
- الحويزة (= ضاحية حالیا) إلى (هويزه).
- الحويرة (مدينة تاريخية أحوازية عامرة سابقا) الی (دشت ميشان).
- فلاحية إلى (شادگان).
- بسیتین إلى (بستان).
- خفاجية إلى (سوسنگرد).
- خزعل آباد الی (خسروآباد).
- گچ قره اوغلی (اسم ترکی) الی (گچساران).
- عربستان الی خوزستان
- صالح آباد إلى (انديمشك)[12]

يُعاني العرب أيضًا من صعوبة الحصول على فرص لدخول الجامعات الإيرانية، فبحسب أمير طاهري، تكون فرصة دخول الجامعات الإيرانية للعرب أقل باثنتي عشرة مرة من نظرائهم الإيرانيين بسبب سوء التعليم في مقاطعتهم وبسبب طبيعة أسئلة امتحان الدخول للجامعات الإيرانية التي تجرى باللغة الفارسية وتركز على الحضارة الفارسية. يعاني العرب من التمييز في فرص العمل والرتب الوظيفية والرواتب مقارنة بنظرائهم من غير العرب. علاوة على ذلك، اتبعت السلطات سياسة تفريس الإقليم لتغيير طابعه السكاني، فجلبت آلاف العائلات من المزارعين الفرس إلى الإقليم منذ عام 1928، وكانت سرعة تكاثر هؤلاء أعلى من سرعة تكاثر العرب. وأدى اكتشاف النفط في الإقليم عام 1908 إلى جذب مئات الآلاف من الفرس إلى خوزستان مما غير التركيبة السكانية.

### مشاهير عربستان
- خزعل الكعبي
- سلمان بن سلطان الكعبي

## رسالة الوفد الأحوازي إلى أمين جامعة الدول العربية
معالي الأمين العام لجامعة الدول العربية الموقرة، السيد عمرو موسى حفظه الله.
السلام عليكم ورحمة الله وبركاته.
تحية العروبة وبعد:
إن المخالفات التي ارتكبتها – ولا تزال – الأنظمة المتعاقبة على دفة الحكم في إيران منذ عام 1925 حتى يومنا هذا تجاه شعب وأرض الأحواز، قد يستحيل حصرها في رسالتنا هذه، ولكننا نحاول درجها تحت العناوين الكبيرة التالية وهي:
1- المحاولات الإيرانية الجادة لمحو الهوية العربية في الأحواز، وحرمان الشعب العربي الأحوازي من التمتع بالدراسة والتعليم باللغة العربية وحرمانه حتى من تسمية المواليد الجدد بأسماء عربية، وكذلك حرمانه من الاحتفال بالمناسبات والأعياد الإسلامية.
2- اقتطاع أجزاء كبيرة من القُطْر العربي الأحوازي وإلحاقها بالأقاليم الإيرانيّة المجاورة.
3- التمييز العنصري في الأحواز بين العرب وهم السكان الأصليين، وبين الفرس المهاجرين.
4- مواصلة الدولة الإيرانيّة في بناء المستوطنات الفارسيّة في الأحواز، وسلب الأراضي العربيّة ومنحها للفرس المهاجرين.
5- نهب كافة الثروات الباطنيّة لأرض الأحواز، أهمّها الكميّات الهائلة من النفط الذي يشكل 10٪؜ من إجمالي الصادرات النفطيّة للعالم، إضافة إلى كميّات كبيرة من الغاز الطبيعي وثروات طبيعيّة أخرى، ولم يحصل الشعب العربي الأحوازي على أي شيء من عائداتها.
6- إنشاء مختلف المشاريع الواهية في الأحواز، على أساس أنها مشاريع وطنيّة إيرانيّة بغية سلب المزيد من الأراضي وتكريس الاحتلال.
7- جرّ مياه الأنهار الأحوازية إلى المناطق الفارسيّة، وتلويث العديد منها، الأمر الذي أدى إلى قطع أرزاق الآلاف من المواطنين الأحوازيين وإصابة آلاف آخرين بمختلف الأمراض التي لم يشهدها القطر من قبل، ويأتي ذلك ضمن حملة الإبادة الجماعيّة والتطهير العرقي التي تشنـّها الدولة الإيرانيّة على الشعب العربي الأحوازي.
8- إهدار كافة الحقوق والحريّات المدنية للمواطنين الأحوازيّين، كالحق في الرعاية الصحيّة والحق في التقاضي والحريّة الدينيّة وحق الملكيّة والحق في التعليم والحق في العمل وحريّة الإقامة والتنقل.
9- قيام الدولة الإيرانيّة بارتكاب الجرائم اليوميّة وشن حملات الاعتقالات واسعة النطاق في صفوف المواطنين الأحوازيين العزّل وتعذيبهم حتى الموت، وكذلك حملات الإعدام المتكرّرة أمام مرأى ومسمع العالم أجمع.
معالي الأمين العام لجامعة الدول العربية الموقرة:
طال أمد صبر الشعب العربي الأحوازي وصموده الأسطوري أمام الهجمة الإيرانيّة العنصريّة الشرسة، فعلّق شعبنا الأبي الكثير من الآمال على جامعة الدول العربيّة الموقرة وتوجه إليها بالعديد من الرسائل، إلا انه - للأسف الشديد - لم يحصل على الرد المرضي والمطلوب، ممّا جعله يخوض نضاله المرير ضدّ الدولة الإيرانيّة المتغطرسة وآلتها العسكريّة الطاحنة بمفرده، دون تلقّي أدنى دعم أو مساندة من قبل أشقائنا العرب.
ونخشى ما نخشاه بان قيام أشقائنا العرب بإدارة ظهرهم لقضيتنا العربيّة العادلة والمشروعة، قد يؤدي إلى تقليص هذه الآمال، الأمر الذي سيولد شعوراً لدى المواطنين الأحوازيين بعدم رغبة العرب بتحمّل مسؤولياتهم القوميّة والتاريخيّة تجاه الواقع المأساوي الذي يعيشه الشعب العربي الأحوازي، وما ينجم عنه من ردّة فعل قد تؤدي بدورها إلى تصرّفات خاطئة في التوجه إلى جهات معادية للدول العربية الشقيقة، خاصة وان الأحواز أصبحت مؤخراً محط اهتمام العديد من الدول الطامعة في منطقتنا العربيّة.
إن استمرار بقاء الوضع الراهن في الأحواز، يتنافى وما ينصّ عليه ميثاق جامعة الدول العربية الذي يؤكد على الدفاع العربي المشترك، ويشكّل خطورة بالغة على أمن واستقرار المنطقة برمّتها، خاصة وان الدولة الإيرانيّة تستغل هذا القُطْر الحيوي الذي يشكل الجسر الرابط بين الوطن العربي وآسيا الصغرى لأغراض عدائية تجاه الأمة العربية، ويتبيّن ذلك جلياً من خلال تدخلها السافر في العراق وكذلك في الشؤون الداخلية للدول العربية في الخليج العربي، وانتهاج سياسة ترويج المخدرات والانحراف الديني الذي يعد اخطر أنواع الإرهاب الفكري.
وانطلاقاً من إيماننا التام بعدالة قضيتنا الأحوازيّة، وقناعتنا الثابتة بالأهداف النبيلة التي تأسست من أجلها جامعة الدول العربية الموقرة يتوجه الوفد الوطني العربي الأحوازي إلى معاليكم بالطلب بمنح القُطْر العربي الأحوازي السليب مقعداً في جامعة الدول العربية للمشاركة في كافة المحافل العربية والإقليمية والدولية لرفع سقف قضيتنا –وقضيتكم– العربية الأحوازية العادلة والمشروعة.